# 维拉尔瓜
维拉尔瓜（法語：Villargoix，法語發音：[vilaʁɡwa]）是法国科多尔省的一个市镇，位于该省西部，属于蒙巴尔区。

## 地理
维拉尔瓜（47°17'35"N, 4°17'33"E）面积17.45 平方千米，位于法国勃艮第-弗朗什-孔泰大區科多尔省，该省份为法国中东部省份，北起奥布省，西接涅夫勒省和约讷省，南至索恩-卢瓦尔省，东南接汝拉省，东临上索恩省，东北部与上马恩省接壤。
与维拉尔瓜接壤的市镇（或旧市镇、城区）包括：欧苏瓦地区蒙莱、拉莫特泰尔南、索略、图瓦西拉贝谢尔。

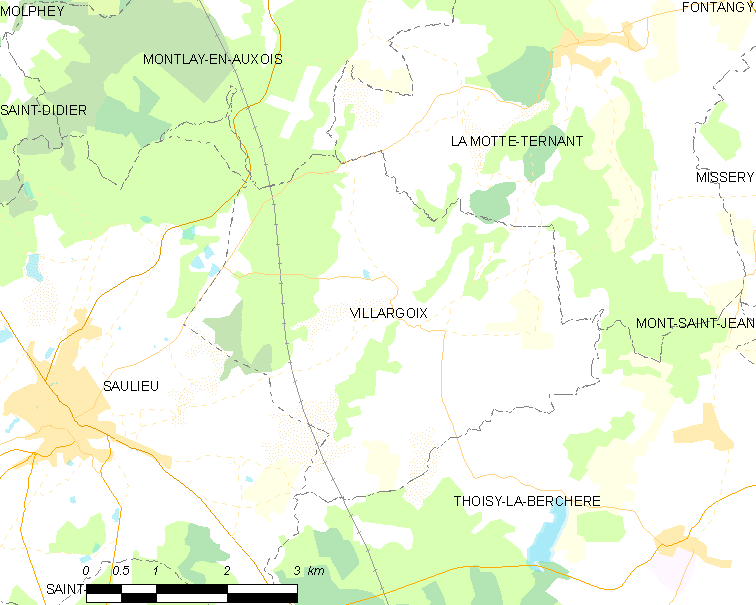
维拉尔瓜的OSM定位图

维拉尔瓜的时区为UTC+01:00、UTC+02:00（夏令时）。

## 行政
维拉尔瓜的邮政编码为21210，INSEE市镇编码为21687。

## 政治
维拉尔瓜所属的省级选区为欧苏瓦地区瑟米尔县。

## 人口

1962-2008年间维拉尔瓜人口变化图示

维拉尔瓜于2022年1月1日时的人口数量为144人。

## 交通
科多尔省省道D117C线经过维拉尔瓜市中心，省道D26线和D980线则在北侧过境。